# 約束 (渡辺徹の曲)
「約束」（やくそく）は、1982年8月25日にEPIC・ソニー（現：ソニー・ミュージックレーベルズ エピックレコードジャパンレーベル）から発売された渡辺徹の2枚目のシングル。

## 解説
渡辺徹の代表曲であり、オリコンチャートでの最高位は2位であるが、TBS系『ザ・ベストテン』では4週連続1位を獲得した（1982年11月18日 - 同年12月9日）。1982年の年間ランキングでは33位にランクインした。また、渡辺が当時『太陽にほえろ!』（日本テレビ）にてラガー刑事（竹本淳二）役でレギュラー出演していたこともあり、『ザ・ベストテン』では同ドラマの七曲署捜査一係のセットの中から、他の出演者が見守る中でこの曲を歌ったこともあった。
渡辺曰く、芝居の長台詞は覚えられるが3～4分程度の曲の歌詞が覚えられないということで、『ザ・ベストテン』に初出演した時に、「ちいさな夢を唇に」と歌い出すところを「ちいさな胸に唇を」と間違え、その瞬間に頭が真っ白になってしまったということで、そこからは咄嗟に自らアドリブで“作詞”して歌い切ったということだったが、その歌詞があまりにも違っていたことからテレビ画面下に出ていた歌詞のテロップは途中で消えたという。
渡辺の妻・榊原郁恵が司会を務めたフジテレビ系『ものまね王座決定戦』で松村邦洋が徹のものまねをして「約束」を歌唱したことがある（内容は滅茶苦茶な替え歌をねじ込んだものだった）。松村のネタ披露後、審査員の水前寺清子に「旦那様のものまねされた感想は?」と聞かれた郁恵は「正直複雑ですよね。でも正直（当時の徹と松村の）体つきは似てるんですよ」と述べていた。

## 収録
- 両楽曲共に、作詞：大津あきら／作曲：鈴木キサブロー／編曲：大村雅朗／コーラスアレンジ：川村栄二

1. 約束（3分41秒）
2. 青空よメモリー（3分36秒）

## タイアップ
- 約束 - 江崎グリコ「グリコアーモンドチョコレート」CMソング（デビュー当時の小泉今日子とそのCMで共演）。